# Kim Nguyen
Kim Nguyen (né en 1974 à Montréal, au Québec) est un réalisateur, producteur et scénariste canadien.  

## Biographie
Son père, Hung Nguyen, d'origine vietnamien, est venu étudier au Québec. Il y rencontre Louise Bérubé d'Amqui et, de leur union, est né Kim.
Kim Nguyen fait des études cinématographiques à l'Université Concordia à Montréal. Il obtient ensuite une maîtrise en cinématographie à l'Université de Montréal. Sa fascination de l'écriture de scénarios l'amène également à se former au métier de scénariste. Il enseignera les arts cinématographiques et la scénarisation avant de fonder sa propre entreprise : Shen Studio.
Lui et son épouse Catherine Laferrière sont parents de deux filles.

## Filmographie
| Année | Titre                    | Réalisateur | Scénariste | Producteur |
| ----- | ------------------------ | ----------- | ---------- | ---------- |
| 2002  | Le Marais                | Oui         | Oui        | Non        |
| 2008  | Truffe                   | Oui         | Oui        | Oui        |
| 2010  | La Cité                  | Oui         | Oui        | Oui        |
| 2012  | Rebelle                  | Oui         | Oui        | Oui        |
| 2014  | L'Odorat (documentaire)  | Oui         | Oui        | Non        |
| 2016  | Un ours et deux amants   | Oui         | Oui        | Oui        |
| 2017  | Regard sur Juliette (en) | Oui         | Oui        | Non        |
| 2018  | Le Projet Hummingbird    | Oui         | Oui        | Non        |

## Distinctions

### Récompenses
Rebelle
- 2012 : Festival de Berlin : mention spéciale du jury œcuménique
- 2012 : Festival du film de TriBeCa : meilleur film
- 2012 : 84e cérémonie des National Board of Review Awards : top films étrangers de l'année
- 2013 : Vancouver Film Critics Circle : Meilleur film canadien
- 2013 : Prix Écrans canadiens : Meilleur film, Meilleur réalisateur, Meilleur scénario original
- 2013 :  Le 17 mars, à la 15e soirée des Jutra (Québec), Rebelle récolte huit trophées : En plus du prix du meilleur film, il s’est notamment vu remettre les prix de la meilleure actrice pour Rachel Mwanza, du meilleur acteur de soutien pour Serge Kanyinda, de la meilleure réalisation et du meilleur scénario pour Kim Nguyen.

### Nominations et sélections
Rebelle
- Oscars 2013 : Oscar du meilleur film en langue étrangère
- Festival de Cannes 2016 : La Quinzaine des réalisateurs[1]